# Віктор Гонсалес Фуентес
Віктор Гонсалес Фуентес — президент Болівії 21 липня 1978 року.

## Біографія
Віктор Гонсалес Фуентес був де-факто президентом Болівії один день — 21 липня 1978 року.
Колишній військовий генерал і член військової хунти, що правила в країні в період 1971—1978 років. До хунти входили Хуан Переду, Давид Паділья, Вальтер Гевара, Альберто Натуш та інші. Був головою хунти на 21 липня 1978 року.
До управління в Болівії брав участь у підписанні декрету № 12760 (1975) під час президентства Гуго Бансера.